# Gyoides geometricus
Gyoides geometricus is een hooiwagen uit de familie Sclerosomatidae.